# Lars Ulfsson (Aspenäsätten)
Lars Ulfsson (eller Laurens Ulfsson), död 1445, son till Ulf Johnsson (Aspenäsätten) och Margareta Pedersdotter (Bonde), var en svensk riddare, riksråd och häradshövding i Västerrekarne härad.

## Biografi
Lars Ulfsson var son till riksrådet Ulf Johnsson (Aspenäsätten). Han nämns första gången 8 september 1395 och blev 1396 riddare (dubbades troligen 23 juli vid kung Eriks hyllning vid Mora stenar. Lars Ulfsson var medlem 1398 i kung Eriks unionsråd och nämns tidigast som riksråd 1413. Han var från 1414 till 1437 häradshövding i Västerrekarne härad. Lars Ulfsson avled 1445 och begravdes 11 mars samma år i Vadstena.

### Egendom
Lars Ulfsson var bosatt på Stora Sundby slott i Öja socken. Han ägde jord i Jönåkers härad, Västerrekarne härad och Österrekarne härad i Södermanland, i Aska härad, Dals härad, Göstrings härad, Lösings härad och Östkinds härad i Östergötland, i Bjärke härad i Västergötland och i Näs härad i Värmland.

### Familj
Lars Ulfsson gifte sig i första äktenskapet omkring 1390 med Katarina Stensdotter (Bielke), dotter till Sten Bengtsson (Bielke) och Katarina Holmgersdotter (Ulv) och fick fyra döttrar.
Lars Ulfsson var från åtminstone 14 oktober 1404 gift med Katarina Stensdotter (Bielke), dotter till riddaren och marsken Sten Bengtsson (Bielke) och Katarina Holmgersdotter (Ulv). De fick tillsammans barnen Katarina Larsdotter som var gift med riksrådet och riddaren Åke Laxmand och riksrådet och riddaren Laurens Snakenborg, nunnan Ingeborg Larsdotter (död 1454) vid Vadstena kloster, riddaren och riksrådet Erik Laurensson, Helena (Elin) Larsdotter som var gift med riddaren och riksrådet Håkan Bolt och riddaren och riksrådet Einar Olavsson Fluga och Kristina Larsdotter som var gift med häradshövdingen Magnus Gustavsson (Ros av Horshaga).
- Eventuella barn tillsammans med Katarina Stensdotter.

1. Sunneva
2. en till namnet okänd dotter

Lars Ulfsson var från åtminstone 12 juni 1425 gift med Ida Johansdotter (Bülow), dotter till riddaren Johan Bülow och Dorotea. De fick tillsammans barnen Detlef Larsson (levde åtminstone 1447–1455), Filippa Larsdotter (levde åtminstone (1447–1454), Anna Larsdotter som var gift med riddaren och riksrådet Jesper Görtz och nunnan Ermegard Larsdotter vid Vadstena kloster.
Ida levde änka ännu den 29 september 1461, då hon skänkte sin sätesgård Aspenäs till Vadstena kloster, men var död den 20 oktober 1462.